# Friedrich Müller-Langenthal
Friedrich Müller-Langenthal (n. 28 octombrie 1884, Hususău, astăzi Valea Lungă, pe atunci în comitatul Târnava Mică – d. 1 februarie 1969, Sibiu) a fost un istoric și teolog evanghelic sas. Din 1932 a fost vicar episcopal, iar din 1945 episcop al Bisericii Evanghelice de Confesiune Augustană din România. Numele Langenthal și l-a luat de la denumirea germană a satului natal.

## Biografie

### Origine și formare profesională
Friedrich Müller a fost descendentul unei familii de țărani sași din Hususău (în germană Langenthal, în prezent Valea Lungă), pe atunci reședință de plasă în comitatul Târnava Mică. Până în anii 1960 majoritatea relativă a locuitorilor din Hususău a fost alcătuită din sași. La vârsta de trei ani Friedrich a rămas orfan de ambii părinți. A absolvit studiile preuniversitare la Liceul Brukenthal din Sibiu, după care a urmat studii de matematică și fizică, apoi de istorie, filosofie și teologie evanghelică la Leipzig (1903-1905), Cluj (1905-1906), Viena (1906) și Berlin (1907-1909).

### Profesor și pastor evanghelic
S-a întors în Transilvania după absolvirea studiilor și a fost numit profesor secundar la Brașov și redactor al ziarului Kronstädter Zeitung, iar curând a devenit director al Școlii normale de fete din Sighișoara. În această calitate a alcătuit un manual de istorie a românilor în limba germană (Lehrbuch der Geschichte Rumäniens, Sibiu, 1921), care a fost recenzat elogios de istoricul Nicolae Iorga și prezentat chiat și într-o ședință a Senatului României. Profesorul Müller a fost numit apoi director al Landeskirchlichen Lehrerseminar din Sighișoara și inspector școlar la Sibiu. În anii 1920 și 1930 a publicat mai multe lucrări teologice de valoare, printre care: Was ist Offenbarung? (1931), Die religiöse Lage in Südosteuropa (1933) și Völkerentwicklung unter dem Christentum (1935). Facultatea de Teologie a Universității „Martin Luther” din Halle-Wittenberg i-a decernat titlul de „doctor honoris causa”.
În 1928 Friedrich Müller-Langenthal a devenit pastor al parohiei evanghelice de confesiune augustană din Sibiu, unde a păstorit până când a fost ales episcop. A îndeplinit în paralel într-o anumită perioadă funcția de consilier școlar la Consistorul evanghelic C. A., iar în 1932 a fost ales pentru prima dată în funcția de vicar episcopal. În această ultimă calitate s-a împotrivit tendințelor de fascizare a Bisericii Evanghelice de Confesiune Augustană din România și a fost chemat la Berlin pentru a-și justifica atitudinea, fiind prigonit ulterior. A fost propus de două ori pentru funcția de episcop (în 1932 și 1941), dar i s-au opus preoții și enoriașii sași care aderaseră la ideologia fascistă. Pastorul Müller-Langenthal a fost criticat pentru încheierea în anul 1942 a convenției între Biserica Evanghelică și Grupul Etnic German din România, prin care școlile evanghelice săsești au fost trecute în proprietatea Grupului Etnic German.

### Episcop al Bisericii Evanghelice din România
După pensionarea episcopului Viktor Glondys, pastorul și vicarul episcopal Friedrich Müller a ales în 29 aprilie 1945 la Sibiu, cu unanimitate de voturi, în funcția de episcop al Bisericii Evanghelice de Confesiune Augustană din România, în prezența pr. Zaharia Mântulescu, director general în Ministerul Cultelor. Alegerea lui a avut loc într-un moment dificil pentru germanii din România și organizațiile lor:
- familiile germane erau decimate de război și sufereau de pe urma consecințelor războiului, fiind fără drepturi politice,
- populația germană aptă de muncă a fost trimisă în ianuarie 1945 la muncă forțată în Uniunea Sovietică;
- reforma agrară din 1945 și naționalizarea industriei, comerțului și băncilor de către noul regim comunist a redus mult mijloacele de existență ale populației germane.

Episcopul Müller-Langenthal și Biserica Evanghelică au reușit să facă față situației economice dificile de după război, continuându-și activitatea nu numai în domeniile ecleziastice și sociale, dar ci și în domeniul politic. În această privință, Müller-Langenthal era adesea intransigent. După instaurarea regimului comunist a avut relații apropiate cu noii conducători atei precum primul ministru comunist Petru Groza, în folosul bisericii pe care o conducea. Acestei relații de prietenie i s-a datorat înființarea în anul 1949 a unei secții luterane la Institutul Teologic Protestant din Cluj. În anul 1961, pentru a mima libertatea religioasă, Biserica Evanghelică de Confesiune Augustană din România a aderat împreună cu Biserica Ortodoxă Română la Consiliul Mondial al Bisericilor. Episcopul Müller-Langenthal a semnat un acord cu Biserica Evanghelică din Germania, prin care aceasta din urmă s-a obligat să nu angajeze pastori evanghelici emigrați din România comunistă. În general, cu toate acestea, Biserica Evanghelică de C.A. din România s-a întărit din nou, după crize profunde, încă de la sfârșitul mandatului său.
A fost membru al Coetus Clamidatorum Schäßburgensis.

## Lucrări
- Die Siebenbürger Sachsen und ihr Land. Berlin, 1912, ed. a II-a, Stuttgart, 1922.
- Lehrbuch der Geschichte Romäniens. Sibiu, 1921.
- Die Geschichte unseres Volkes. Bilder aus der Vergangenheit und Gegenwart der Deutschen in Rumänien. Sibiu, 1926.
- Vom Werden und Wesen des siebenbürgisch-sächsischen Bauerntums. In: Klingsor, 4, 1927, pp. 9–19, 64–69, 89–96, 148–155.
- Was ist Offenbarung? Anruf zur Besinnung auf den wahren Lebensgrund an Menschen unserer Zeit. Sibiu, 1931.
- Wandlung der geschichtl. Hauptaufgaben unseres Volkes im Laufe seiner Entwicklung und seine Anpassung daran. In: Siebenbürgische Vierteljahresschrift, 55, 1932, pp. 286–299.
- Die religiöse Lage in Südosteuropa. Gütersloh, 1933.
- Völkerentwicklung unter dem Christentum. In: Deutsche Theologie, 1935, pp. 340–354, 380–400.
- Berufung und Erwählung. Eine exegetische Studie. ZSTh, 24, 1955, pp. 38–71.
- Geschichtswirksamkeit des Evangeliums in seinem luth. Verständnis. Zwei Aufsätze. Stuttgart, 1956.
- Die geschichtl. Wurzeln der Straffreiheit der ev. Kirche Siebenbürgens. In: Zur Rechts- und Siedlungsgesch. der Siebenbürger Sachsen. Siebenbürgisches Archiv, Bd. 8, Köln/Viena, 1971, pp. 1–36.
- Predigten. Sibiu, 1993.
- Erinnerungen, Schriften zur Siebenbürgischen Landeskunde. Köln/Weimar/București, 1993.

## Decorații
- Ordinul „Steaua Republicii Populare Romîne” clasa a III-a (21 august 1954) „pentru merite deosebite pe tărîmul construcției de stat, economice, sociale și culturale, cu ocazia celei de a zecea aniversări a eliberării patriei noastre”[8]
- Ordinul „Steaua Republicii Populare Romîne” clasa a II-a (10 august 1964) „pentru merite deosebite în opera de construire a socialismului, cu prilejul celei de a XX-a aniversări a eliberării patriei”[9]

## Legături externe
- Johann Böhm: Bischofsvikar Friedrich Müller als Widerständler? In: Halbjahresschrift – hjs-online, 27 martie 2009
- Securitate und evangelische Kirche – Securitatea și Biserica Evanghelică. In: Halbjahresschrift – hjs-online, 19 ianuarie 2011